# 자칼 (1997년 영화)
《자칼》(영어: The Jackal)는 1997년에 개봉한 액션 스릴러 영화이다. 1973년작 《자칼의 날》의 리메이크작이다. 브루스 윌리스, 리처드 기어 등이 출연하였다.

## 출연
- 브루스 윌리스 - 더 자칼 역
- 리처드 기어 - 데클런 조지프 멀퀸 역
- 시드니 포이티어 - FBI 부국장 카터 프레스턴 역
- 다이앤 버노라 - 발렌티나 코슬로바 소령 역: 러시아 내무부.
- 마틸다 메이 - 이사벨라 셀리아 잔코나 역
- J. K. 시먼스 - FBI 요원 티머시 I. 위더스푼 역
- 리처드 라인백 - FBI 요원 맥머피 역
- 존 커닝햄 - FBI 국장 도널드 브라운 역
- 잭 블랙 - 이언 러몬트 역
- 테스 하퍼 - 미국 대통령 배우자 에밀리 카원 역
- 레슬리 필립스 - 울버턴 역
- 스티븐 스피넬라 - 더글러스 역
- 소피 오커네이도 - 자메이카 여자 역
- 데이비드 헤이먼 - 테레크 무라드 역
- 라빌 이시야노프 - 가지 무라드 역
- 매기 캐슬 - 매기 역: 13살 인질.
- 대니얼 대 김 - 아카시 역
- 마이클 케이턴존스 - 비디오 영상의 남자 역
- 서지 후드 - 보프레스 역
- 조너선 에어리스 - 알렉산더 라진스키 역
- 래리 킹 - 본인 역

## 기타 제작진
- 미술: 마이클 화이트
- 의상: 앨버트 울스키

## 우리말 녹음
| SBS 성우진 (2001년 5월 6일) - 이정구 - 자칼(브루스 윌리스) - 신성호 - 데클런(리처드 기어) - 조동희 - 프레스턴(시드니 포이티어) - 안경진 - 코슬로바 소령(다이앤 버노라) - 서혜정 - 이사벨라(마틸다 메이) - 탁원제 - 김태훈 - 윤병화 - 김혜경 - 이병식 - 김순영 - 장호비 - 임진응 | KBS 성우진 (2005년 7월 9일) - 이정구 - 데클런(리처드 기어) - 장광 - 자칼(브루스 윌리스) - 서문석 - 위더스푼(J. K. 시먼스) - 박상일 - 프레스턴(시드니 포이티어) - 이진화 - 발렌티나(다이앤 버노라) - 이근욱 - 테레크(데이비드 헤이먼) - 김정희 - 영부인(테스 하퍼) - 김정호 - 브라운(존 커닝햄) - 홍승섭 - 러몬트(잭 블랙) - 송덕희 - 이사벨라(마틸다 메이) - 김익태 - 가지 - 김우정 - 바실로프 - 강구한 - 벨린코 - 이승주 - 맥머피(리처드 라인백) - 전유정 - 매기 - 민지 - 로라 | EBS 제작진 (2023년 1월 28일) - 프로듀서 - 권혁미 - 번역 - 박수이 - 감수 - 김동수 - CG - 조운경 - 편집 - 김정수 - 우리말 연출 - 강민화 - 기획 - EBS - 우리말 제작 - 벼리기획 |  |

## 같이 보기
- 어싸인먼트 (1997년 영화)